# Villa delicata
Villa delicata är en tvåvingeart som beskrevs av Wray Merrill Bowden 1962. Villa delicata ingår i släktet Villa och familjen svävflugor.
Artens utbredningsområde är Kongo. Inga underarter finns listade i Catalogue of Life.